# Fifth Dimension
Az 1966-os Fifth Dimension az amerikai The Byrds harmadik nagylemeze. A Billboard Top LPs listáján a 24., a brit albumlistán pedig a 27. helyet érte el. A Mr. Spaceman kislemez bekerült az amerikai Top 40-be, míg az Eight Miles High épp, hogy nem jutott be a legjobb tízbe a Billboard singles chart listáján. Az album szerepel az 1001 lemez, amit hallanod kell, mielőtt meghalsz című könyvben.

## Az album dalai
| 1. | 5D (Fifth Dimension)           | Jim McGuinn                                                                          | 2:33 |
| 2. | Wild Mountain Thyme            | tradicionális; hangszerelte Jim McGuinn, Chris Hillman, Michael Clarke, David Crosby | 2:30 |
| 3. | Mr. Spaceman                   | Jim McGuinn                                                                          | 2:09 |
| 4. | I See You                      | Jim McGuinn, David Crosby                                                            | 2:38 |
| 5. | What's Happening?!?!           | David Crosby                                                                         | 2:35 |
| 6. | I Come and Stand at Every Door | Nâzım Hikmet                                                                         | 3:03 |

| 1. | Eight Miles High                   | Gene Clark, Jim McGuinn, David Crosby                                                | 3:34 |
| 2. | Hey Joe (Where You Gonna Go)       | Billy Roberts                                                                        | 2:17 |
| 3. | Captain Soul                       | Jim McGuinn, Chris Hillman, Michael Clarke, David Crosby                             | 2:53 |
| 4. | John Riley                         | tradicionális, hangszerelte Jim McGuinn, Chris Hillman, Michael Clarke, David Crosby | 2:57 |
| 5. | 2-4-2 Fox Trot (The Lear Jet Song) | Jim McGuinn                                                                          | 2:12 |

| 12. | Why                                  | Jim McGuinn, David Crosby                                                            | 2:59  |
| 13. | I Know My Rider (I Know You Rider)   | tradicionális, hangszerelte Jim McGuinn, Gene Clark, David Crosby                    | 2:43  |
| 14. | Psychodrama City                     | David Crosby                                                                         | 3:23  |
| 15. | Eight Miles High (alternatív verzió) | Gene Clark, Jim McGuinn, David Crosby                                                | 3:19  |
| 16. | Why (alternatív verzió)              | Jim McGuinn, David Crosby                                                            | 2:40  |
| 17. | John Riley (instrumentális)          | tradicionális, hangszerelte Jim McGuinn, Chris Hillman, Michael Clarke, David Crosby | 16:53 |

## Kislemezek
1. Eight Miles High / Why (Columbia 43578) 1966. március 14. (US #14, UK #24)
2. 5D (Fifth Dimension) / Captain Soul (Columbia 43702) 1966. június 13. (US #44)
3. Mr. Spaceman / What's Happening?!?! (Columbia 43766) 1966. szeptember 6. (US #36)

## Kiadások
| Dátum                | Kiadó           | Formátum | Ország | Katalógus szám | Megjegyzés                                                                                                  |
| -------------------- | --------------- | -------- | ------ | -------------- | --- |
| 1966. július 18.     | Columbia        | LP       | US     | CL 2549        | eredeti mono kiadás                                                                                         |
| 1966. július 18.     | Columbia        | LP       | US     | CS 9349        | Original sztereo kiadás                                                                                     |
| 1966. szeptember 22. | CBS             | LP       | UK     | BPG 62783      | eredeti mono kiadás                                                                                         |
| 1966. szeptember 22. | CBS             | LP       | UK     | SBPG 62783     | eredeti sztereo kiadás                                                                                      |
| 1989                 | Columbia        | CD       | US     | CK 9349        | eredeti CD kiadás                                                                                           |
| 1991                 | BGO             | LP       | UK     | BGOLP 106      | |
| 1991                 | BGO             | CD       | UK     | BGOCD 106      | |
| 1993                 | Columbia        | CD       | UK     | COL 567069     | |
| 1966. április 30.    | Columbia/Legacy | CD       | US     | CK 64847       | hat bónuszdalt tartalmazó új kiadás, a sztereo album részben felújított felvételeivel                       |
| May 6, 1996          | Columbia/Legacy | CD       | UK     | COL 4837072    | hat bónuszdalt tartalmazó új kiadás, a sztereo album részben felújított felvételeivel                       |
| 1999                 | Sundazed        | LP       | US     | LP 5059        | a sztereó album részben felújított dalaival és két bónuszdallal                                             |
| 1999                 | Simply Vinyl    | LP       | UK     | SVLP 0047      | a részben felújított sztereo album új kiadása                                                               |
| 2003                 | Sony            | CD       | Japan  | MHCP-68        | hat bónuszdalt tartalmazó új kiadás, a sztereo album részben felújított felvételeivel egy replika borítóval |
| 2006                 | Sundazed        | LP       | US     | LP 5199        | az eredeti mono felvétel újabb kiadása                                                                      |

## Közreműködők
- Jim McGuinn – szólógitár, ének
- David Crosby – gitár, ének
- Chris Hillman – basszusgitár, ének
- Michael Clarke – dobok

### További zenészek
- Gene Clark – csörgődob, szájharmonika, ének (7., 9. dal; 12., 15., 16. bónuszdal)
- Van Dyke Parks – orgona (1. dal)
- vonósok (2., 10. dal)